# VHS (fusil de asalto)
El VHS (en croata: Višenamjenska Hrvatska Strojnica, "Ametralladora/fusil multifuncional Croata"), es un fusil de asalto, calibre 5,56 mm y de construcción bullpup, diseñado y manufacturado por HS Produkt, una empresa de productos especiales de Croacia, altamente basado en los diseños similares del IMI Tavor y el FAMAS. El fusil VHS se introduce al servicio por primera vez en el año 2007, en la exhibición de innovaciones iKA, la cual es una muestra anual de la industria croata de la defensa y armamentos, que tiene lugar en la localidad de Karlovac. Su desarrollo se hace sobre la base de los requerimientos hechos por el Ejército de Croacia para un nuevo fusil de asalto para la infantería y que fuera preciso en el cumplimiento de los estándares de dicho tipo previa su admisión a la OTAN.

## Historia

### Desarrollo
La solicitud para el desarrollo de un nuevo fusil de asalto se inicia en 1992, durante la guerra de independencia de Croacia, cuando la firma HS Produkt (entonces llamada IM Metal) crea un diseño de tipo bullpup como una variante calibrada para el cartucho de 7,62 mm empleado por el AK-47. Este fusil tenía diversos fallos, parcialmente causados por las limitaciones tecnológicas de las instalaciones de producción de IM Metal, pero proporcionó una inmejorable lección en cuanto al desarrollo de piezas propias por parte de este producto a la compañía. Más prototipos serían producidos a continuación en los años 1996, 1999 y el 2004. Un modelo con retroceso retardado fue probado a mediados de los 90 [cita requerida], pero sus resultados no fueron considerados como satisfactorios, por lo que se derivó a una variante similar al concepto de funcionamiento del fusil estadounidense M-16.
El ciclo de desarrollo finalmente concluyó con el despliegue y pruebas de la variante actual del fusil, que se inició en el año 2003. Un nuevo prototipo, externamente similar al fusil francés FAMAS, sería mostrado públicamente en el 2005 y posteriormente presentado al Ministro de defensa croata Berislav Rončević. Pero, existe un alto porcentaje de diferencia entre esta versión y las anteriores variantes, entre el modelo de producción y el modelo del año 2004, que se estimó en un 90 %.

### Pruebas de evaluación e inclusión formal en el servicio

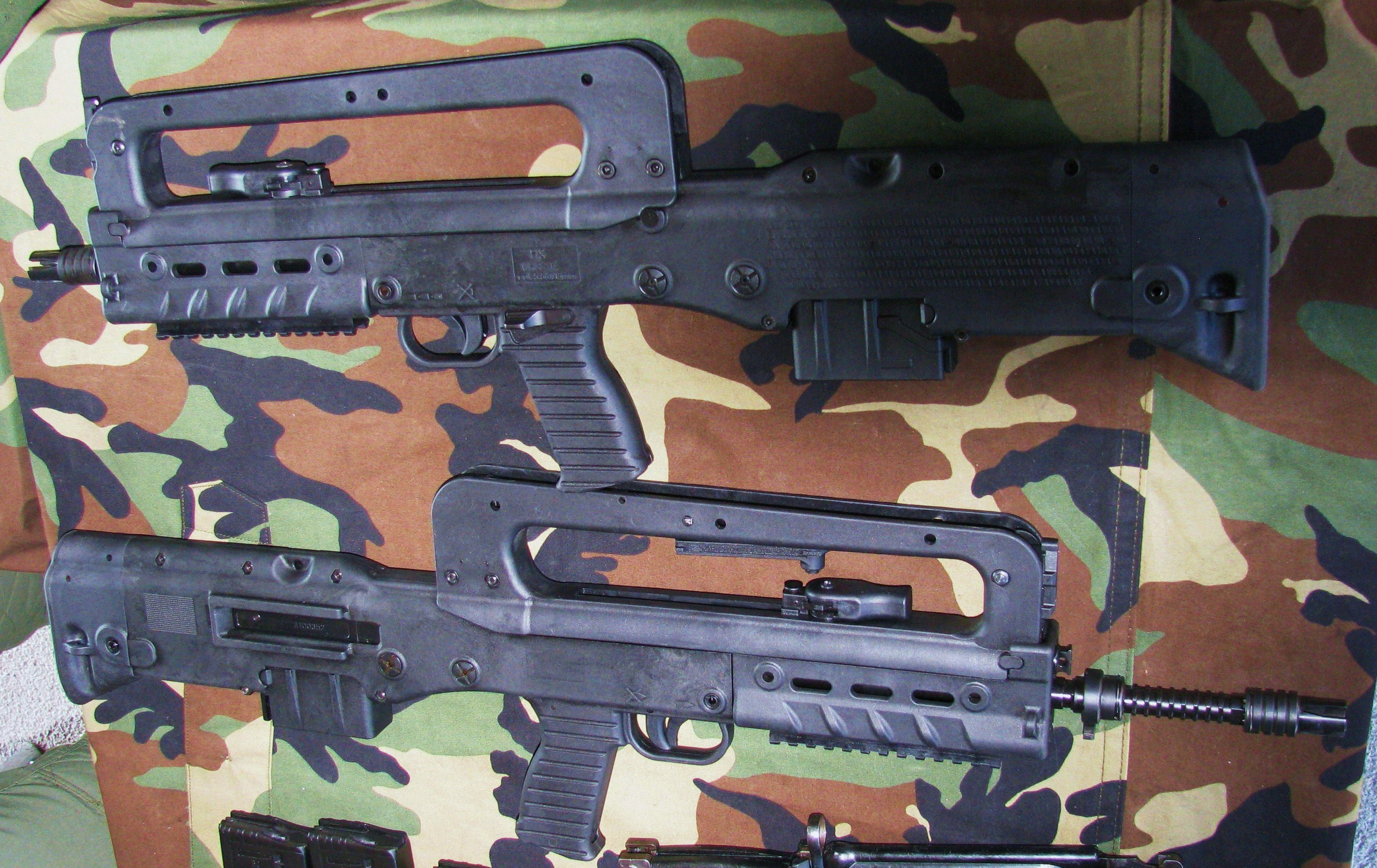
Exhibición, donde se aprecian las variantes del VHS, con un VHS-K encima, y un VHS-D al final de la imagen.

El 19 de noviembre de 2007, el ministerio de defensa croata hace una orden para un lote experimental por 50 fusiles para que estos sean a su vez probados por el contingente de tropas croatas desplegado en ese momento en Afganistán en la operación conjunta con la ISAF. Otros países, en los que se incluyen Kuwait así como Venezuela han mostrado a su vez interés en la adquisición del citado fusil.
El 24 de noviembre de 2008, HS Produkt presentó la versión final del fusil de asalto VHS. los primeros 40 fusiles han sido producidos únicamente para pruebas generales de precisión y funcionamiento. Las pruebas fueron hechas por el Ejército croata en los primeros 3 meses del año 2009. Dado que su desempeño operativo resultó bastante bueno, el ejército croata solicitó la compra de un lote adicional de 2000 fusiles en el año 2009. Para el año 2012, el ejército croata planea adquirir más de 60.000 fusiles VHS para reemplazar y unificar sus armas de infantería, con la sustitución total de los lotes de fusiles AK-47, AK-74 y AKM en servicio, así como de sus derivados. Para el 12 de mayo de 2009, el Ministro de Defensa croata Branko Vukelić confirmó las pruebas y el desempeño del fusil, catalogándolo como un avance positivo, y en mayo oficializó su adopción con la firma del contrato con HS Produkt para la adquisición de otros 1000 fusiles (y también sus variantes) por un precio promedio de 10.700 kunas (c. €1450) cada unidad, así mismo se ha asignado una partida presupuestaria provisional en el año 2011 para la compra de otros 3000 fusiles de la referencia.

## Variantes

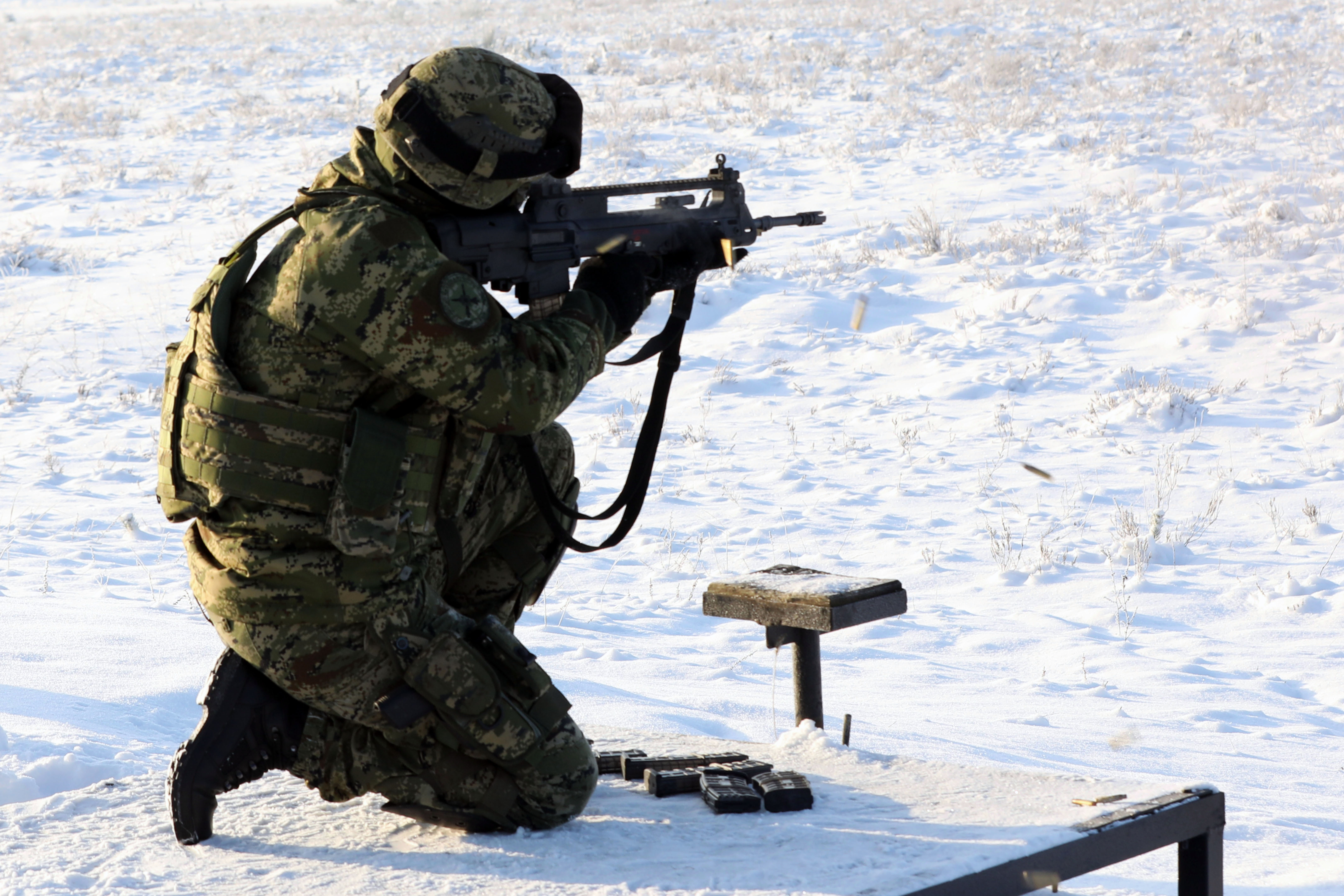
Soldado de la Armada de Croacia soteniendo el fusil de asalto VHS.

### VHS-D
La variante VHS-D del citado fusil tiene una longitud de 756 mm (30 in), con un cañón de 500 mm (20 pulgadas) de largo. Las mitades inferior y superior del cajón de mecanismos están hechas de polímeros de alto impacto. Externamente, tiene un cierto parecido a la forma y acabado del fusil francés FAMAS.

### VHS-K
La variante VHS-K es la versión de tipo carabina del VHS, con un cañón más corto, 400 mm (16 in) de largo, resultando en una longitud total de 665 mm (26 pulgadas).

### VHS-2
Una nueva variante conocida como el VHS-2 se presentó en público por primera ocasión en el mes de abril de 2013, durante la exposición Adriatic Sea Defense & Aerospace (ASDA) con sede en Split, Croacia. Se trata de una versión mejorada en base al fusil VHS de serie, que retiene su diseño bullpup, calibre y la longitud del cañón, así como se mantienen varios de los componentes de los mecanismos internos, pero que se mejora al introducir un nuevo selector de cadencia, de tipo más convencional, una empuñadura y guardamonte rediseñados, y una culata de largo ajustable, así como que su empleo pueda ser de uso ambidiestro, ya que el eyector de cartuchos puede ser configurado para su uso por zurdos o diestros en menos de un minuto.

## Características

### Innovaciones
A través de las recientes experiencias militares tanto en la guerra de independencia y la del combate con la ISAF la milicia croata hizo que se obtuvieron ciertas contemplaciones gracias a estas participaciones y/o conflictos, e hizo que se influenciara a este fusil en su etapa de proyecto anterior a su presentación: el VHS es probablemente el único fusil moderno que como estándar dispone de mecanismos de puntería integrados para el uso de un lanzagranadas o de un modelo exclusivo de granada para fusil.

### Desperfectos
Aunque el primer prototipo del proyecto ganó el premio iKA por su innovación y gracias a sus interesantes características de construcción, de las cuales algunas no han sido reveladas al público en sus presentaciones, tuvo serias complicaciones desde su despliegue durante su periodo de desarrollo: Tras una serie de comentarios sobre una especie de "efecto amortiguador" en el retroceso del arma, y el desarrollo de uno se hizo necesario, el cual, sería hecho en la forma de un sistema de ventilación que recupera una parte de los gases generados por la combustión del disparo, los que son empujados hacia atrás en un espacio situado detrás del cerrojo.
Durante el ciclo de disparo/recarga, el cerrojo actúa de forma tal que el modo que el "efecto de rebote" se asimile en la forma de la readmisión de gases en la "cámara de gas", que actúa como una especie de amortiguador, reduciendo dramáticamente el retroceso del arma al disparar. Esto provocó más de una decepción en la etapa de producción final del VHS, lo cual hizo que se informara que para operarlo de una manera convencional, y que no se hicieran luego en la versión final muchos de los tapones que se efectuaban durante la etapa de estampado en su producción, sistema que se venía utilizando para la retención de los gases generados con un taponamiento, creando un desperdicio apreciable en la recuperación de los mismos.

### Conflictos de patentes
De acuerdo al bosquejo del proyecto, depositado en la Oficina de Patentes de la Unión Europea se vieron varios comentarios que se originaron debido al uso de varios conceptos ya adoptados en otras armas y sus datos pertinentes: un sistema de ventilación forzada similar al de la Pecheneg, y un reductor mecánico del tipo tampón, similar en concepción, pero no idéntico al usado en la ametralladora Ultimax 100, un arma que fuera usada por Croacia durante guerra de independencia de Croacia y que hasta hoy día se mantiene como reserva estratégica en sus inventarios.
Algunas patentes como la del Vehesica también serían objeto de dudosa aceptación, como la de un sistema de toma de gas directa, a través de un pistón de recorrido corto o largo, si no a través de un tipo de sistema de gas cerrado por medio de un "empujador"; como en el FN SCAR.
Aparte, tuvo otro precedente de diseño único al portar algunas otras características y defectos plenamente identificados en variantes de preproducción, pero estos quedaron sin fundamento al practicarse las primeras pruebas de tiro en la serie de preproducción, así que los posibles defectos como el de la "patada de gas" se debieron tal vez a un defecto surgido de alguna prueba efectuada en una versión previa de algún modelo del fusil VHS.
Tomándose de alguna otra versión previa es, desde el año 2007; poco probable que de los fusiles de producción en serie tengan entre sí estos defectos debido a las diferencias que existen entre sus variantes, pero los cuales nunca han sido aceptados y/o publicitados por la HS Produkt, que también desarrolló y fabrica la pistola HS2000, de mejores ventas en el exterior, y que tiene la habilidad de incorporar y de combinarse con los diferentes y existentes adminículos que hay en los inventarios actuales para pistolas de fuego.[cita requerida]

## Usuarios
- Croacia - Fuerzas Armadas de Croacia[15]
- Irak - Ejército de Irak[16]
- Kurdistán[16]
- Siria - Ejército Árabe Sirio[17]
- Francia Como modelo de pruebas, cientos fueron vendidos.[18]